# Ham Nghi
Hàm Nghi (咸宜) (1872 - 1947) was Keizer van Vietnam van 1884 tot 1885. Hij was de opvolger van keizer Kiến Phúc en de 8e keizer van de Nguyen dynastie.